# السيف السحري (فلم 1962)
السيف السحري (بالإنجليزية: The Magic Sword) فيلم مغامرات أمريكي خيالي عرض في السينما عام 1962 من إنتاج واخراج جوردن بيرت، وبطولة باسل راثبون واستل وينوود .

## روابط خارجية
- مقالات تستعمل روابط فنية بلا صلة مع ويكي بيانات